# Юнацький чемпіонат Європи з футболу (U-17) 2008
Чемпіонат Європи з футболу серед юнаків віком до 17 років 2008 року — сьомий розіграш турніру (після зміни назви), який пройшов в Туреччині з 4 по 16 травня 2008 року. Переможцем ввосьме у своїй історії стала збірна Іспанії, яка у фіналі з розгромним рахунком 4:0 перемогла збірну Франції.

## Кваліфікація
Докладніше:
- Юнацький чемпіонат Європи з футболу (U-17) 2008 (кваліфікаційний раунд)
- Юнацький чемпіонат Європи з футболу (U-17) 2008 (елітний раунд)

## Груповий раунд

### Група A
| Збірна     | І | В | Н | П | ГЗ | ГП | РГ | О |
| ---------- | - | - | - | - | -- | -- | -- | - |
| Туреччина  | 3 | 2 | 1 | 0 | 4  | 0  | +4 | 7 |
| Нідерланди | 3 | 2 | 0 | 1 | 3  | 3  | 0  | 6 |
| Сербія     | 3 | 1 | 1 | 1 | 2  | 1  | +1 | 4 |
| Шотландія  | 3 | 0 | 0 | 3 | 0  | 5  | −5 | 0 |

| 4 травня 2008 15:00 |

| Шотландія | 0:2      | Сербія             |
| --------- | -------- | ------------------ |
|           | Протокол | Алексич 40+1', 42' |

| Футбольний центр «World Wonder», Анталія Глядачів: 160 Арбітр: Андерс Германсен |

| 4 травня 2008 18:00 |

| Туреччина                            | 3:0      | Нідерланди |
| ------------------------------------ | -------- | ---------- |
| Караташ 11' Албайрак 71' Демір 80+1' | Протокол |            |

| Мардан, Анталія Глядачів: 1 000 Арбітр: Лібор Коваржик |

| 7 травня 2008 16:00 |

| Туреччина | 1:0      | Шотландія |
| --------- | -------- | --------- |
| Йоллу 13' | Протокол |           |

| Мардан, Анталія Глядачів: 1 700 Арбітр: Теро Ніємінен |

| 7 травня 2008 18:00 |

| Нідерланди    | 1:0      | Сербія |
| ------------- | -------- | ------ |
| Кастільон 33' | Протокол |        |

| Футбольний центр «World Wonder», Анталія Глядачів: 434 Арбітр: Губерт Сєєвич |

| 10 травня 2008 16:00 |

| Сербія | 0:0      | Туреччина |
| ------ | -------- | --------- |
|        | Протокол |           |

| Футбольний центр «World Wonder», Анталія Глядачів: 500 Гядімінас Мажейка |

| 10 травня 2008 16:00 |

| Нідерланди                 | 2:0      | Шотландія |
| -------------------------- | -------- | --------- |
| Кастільон 34' ван Рейн 46' | Протокол |           |

| Мардан, Анталія Глядачів: 500 Арбітр: Ангел Ангелов |

### Група B
| Збірна    | І | В | Н | П | ГЗ | ГП | РГ | О |
| --------- | - | - | - | - | -- | -- | -- | - |
| Іспанія   | 3 | 2 | 1 | 0 | 8  | 4  | +4 | 7 |
| Франція   | 3 | 2 | 1 | 0 | 7  | 4  | +3 | 7 |
| Швейцарія | 3 | 1 | 0 | 2 | 1  | 4  | −3 | 3 |
| Ірландія  | 3 | 0 | 0 | 3 | 2  | 6  | −4 | 0 |

| 4 травня 2008 15:00 |

| Франція                  | 2:1      | Ірландія  |
| ------------------------ | -------- | --------- |
| Тафер 65' Ляказетт 80+3' | Протокол | Мерфі 32' |

| Мардан, Анталія Глядачів: 500 Арбітр: Гядімінас Мажейка |

| 4 травня 2008 18:00 |

| Іспанія           | 2:0      | Швейцарія |
| ----------------- | -------- | --------- |
| С.Гарсія 52', 61' | Протокол |           |

| Футбольний центр «World Wonder», Анталія Глядачів: 153 Арбітр: Губерт Сєєвич |

| 7 травня 2008 15:00 |

| Ірландія | 0:1      | Швейцарія        |
| -------- | -------- | ---------------- |
|          | Протокол | Ганнінг 49' (аг) |

| Футбольний центр «World Wonder», Анталія Глядачів: 327 Арбітр: Лібор Коваржик |

| 7 травня 2008 19:00 |

| Франція                       | 3:3      | Іспанія                   |
| ----------------------------- | -------- | ------------------------- |
| Тафер 11' Греньє 43' Ремі 48' | Протокол | Тьяго 31', 67' Пулідо 45' |

| Мардан, Анталія Глядачів: 300 Арбітр: Ангел Ангелов |

| 10 травня 2008 19:00 |

| Швейцарія | 0:2      | Франція        |
| --------- | -------- | -------------- |
|           | Протокол | Тафер 33', 51' |

| Футбольний центр «World Wonder», Анталія Глядачів: 120 Арбітр: Андерс Германсен |

| 10 травня 2008 19:00 |

| Ірландія      | 1:3      | Іспанія                  |
| ------------- | -------- | ------------------------ |
| Гаурігейн 15' | Протокол | Рочина 47', 56' Кеко 73' |

| Мардан, Анталія Глядачів: 250 Арбітр: Теро Ніємінен |

## Плей-оф

### Півфінали
| 13 травня 2008 17:30 |

| Туреччина                              | 1:1      | Франція                                          |
| -------------------------------------- | -------- | ------------------------------------------------ |
| Каяли 31'                              | Протокол | Колодзейчак 69'                                  |
|                                        | Пенальті |                                                  |
| Каяли · Чолак · Чек · Караденіз · Ерен | 3:4      | Тафер · Фофана · Какута · Колодзейчак · Ляказетт |

| Мардан, Анталія Глядачів: 2 000 Арбітр: Гядімінас Мажейка |

| 13 травня 2008 20:00 |

| Іспанія                 | 2:1      | Нідерланди  |
| ----------------------- | -------- | ----------- |
| Пулідо 46' Мартінес 92' | Протокол | Снейдер 34' |

| Анталія Ататюрк Стедіум, Анталія Глядачів: 300 Арбітр: Андерс Германсен |

### Фінал
| 16 травня 2008 18:30 CET |

| Франція | 0:4      | Іспанія                                            |
| ------- | -------- | -------------------------------------------------- |
|         | Протокол | Кеко 31' С.Гарсія 46' Тьяго 63' (пен.) Гавілан 69' |

| Мардан, Анталія Глядачів: 600 Арбітр: Лібор Коваржик |